# Севостьянов, Иван Григорьевич
Иван Григорьевич Севостьянов (30 июня 1915 — 11 июня 1986) — заместитель командира авиаэскадрильи 708-го транспортного авиационного полка, майор. Герой Советского Союза.

## Биография
Родился 30 июня 1915 года в городе Пятигорск ныне Ставропольского края. Работал слесарем на автобазе в Пятигорске.
В Красной Армии с августа 1936 года. В 1939 году окончил Чкаловскую военную авиационную школу лётчиков. Участник Великой Отечественной войны. Совершил большое количество боевых вылетов на самолёте Ли-2 для доставки грузов, вооружения и командного состава на передовую, а также для эвакуации раненых. Участвовал в выброске нескольких десантов в тыл противника. Воевал на Ленинградском, Северо-Западном, Западном, Калининском, Воронежском, Сталинградском, Степном, Донском и других фронтах.
После войны продолжал службу в военно-транспортной авиации, был заместителем командира авиаэскадрильи 2-го (с февраля 1949 года — 708-го) транспортного авиационного полка особого назначения.
В апреле-мае 1948 года участвовал в высокоширотной экспедиции «Север-2», целью которой являлся поиск и изучение ледовых аэродромов для истребителей и бомбардировщиков. 6 мая 1948 года на самолёте Ил-12 совершил посадку в районе Северного полюса. Руководил тремя экипажами 2-го транспортного авиационного полка, которые совершили 61 самолёто-вылет, перевезли 194 человека и 24 тонны груза.
В апреле-мае 1949 года участвовал в высокоширотной экспедиции «Север-4». Руководил 8 экипажами 708-го транспортного авиационного полка на самолётах Ли-2 и С-47. Лётчики под командованием И. Г. Севостьянова совершили 105 самолёто-вылетов, ими было перевезено 153 человека и 18 тонн груза.
За мужество и героизм, проявленные в высокоширотных экспедициях «Север-2» и «Север-4», Указом Президиума Верховного Совета СССР от 6 декабря 1949 года майору Севостьянову Ивану Григорьевичу присвоено звание Героя Советского Союза с вручением ордена Ленина и медали «Золотая Звезда».
С июля 1960 года полковник И. Г. Севостьянов в запасе.

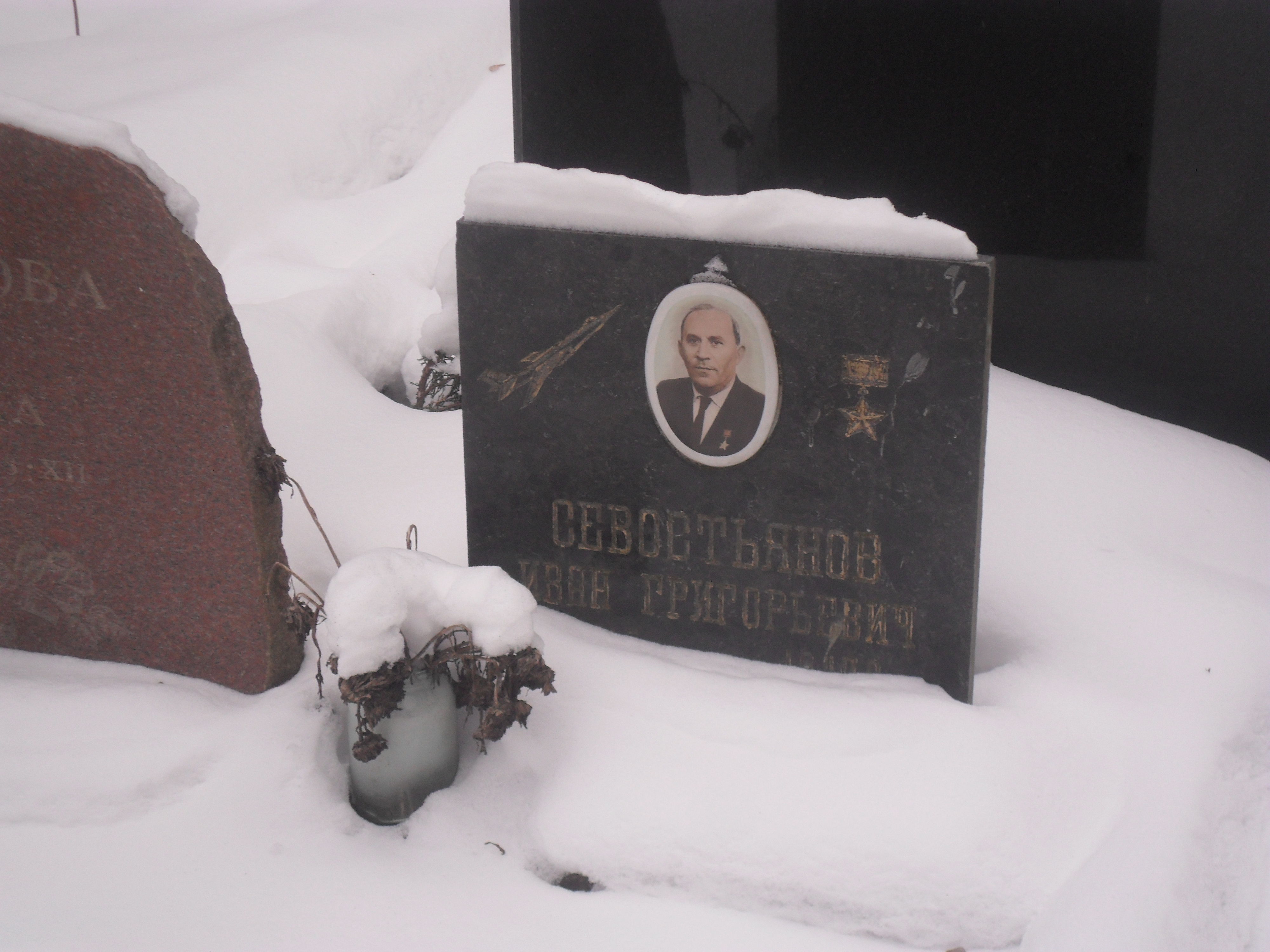
Могила Севостьянова на Кунцевском кладбище Москвы

Жил в Москве. Умер 11 июня 1986 года. Похоронен на Кунцевском кладбище (уч. 9).